# Тарханово (Гагинский район)
Тарханово — село в Гагинском районе Нижегородской области. Входит в состав Ветошкинского сельсовета.

## История
До XIII века на территории, на которой находится село, проживали преимущественно мордвины. После монголо-татарского нашествия этой местностью стал владеть татарский князь Тархан, от которого село и получило своё название.
После перехода этих земель в своё государство их получила княжна Кречетова, от которой они перешли во владение помещика Преклонского. При нём в Тарханово была построена церковь.
Его потомки через какое-то время разорились и продали Тарханово Михаилу Урусову. Основной формой землепользования до 1861 года в Тарханово была барщина. Известно, что крестьянам Урусов предоставлял лишь плохие и отдаленные земли и они неоднократно и безуспешно жаловались на него в Сергачский мировой съезд и даже отправляли ходока Филиппа Сидорова к царю, который был примерно наказан и отпущен восвояси.

## Известные уроженцы
Бодров, Василий Семёнович (1895—1958) — советский военачальник, генерал-лейтенант артиллерии.